# 車城郷

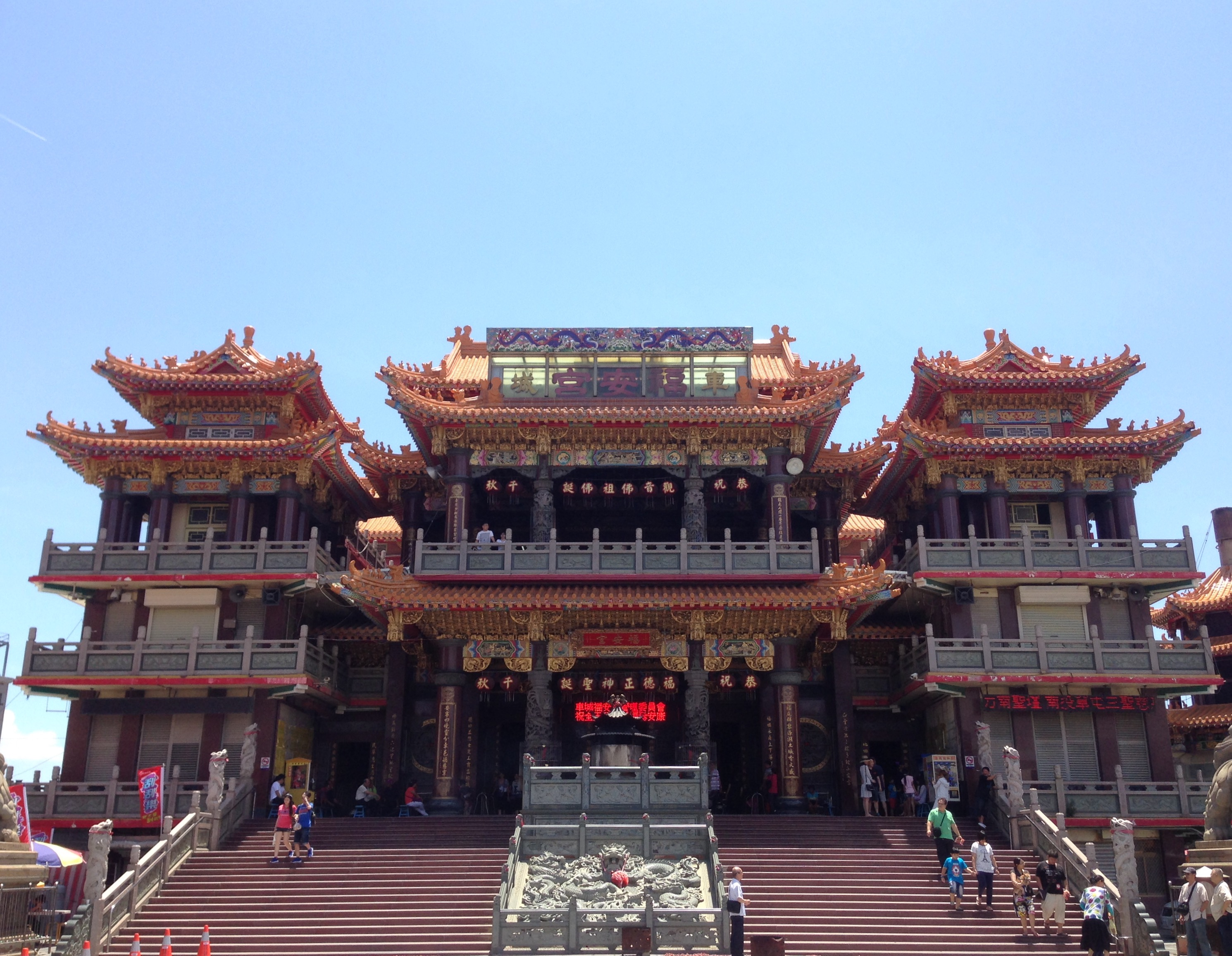
車城福安宮

車城郷（チェーチェン/しゃじょう-きょう）は台湾屏東県の郷。

## 地理
車城郷は屏東県南西部に位置し、北は枋山郷、獅子郷、牡丹郷と、東は牡丹郷、満州郷と、南は恒春鎮とそれぞれ接し、西は台湾海峡に面している。恒春半島に位置する車城郷は、緩やかな丘陵地帯により形成され、四重渓、保力渓が郷境を流れている。熱帯モンスーン気候に属し、每年10月から翌年2月に掛けては地形の影響で強い颪を受ける。

## 歴史
車城郷は旧名を「柴城」と称し、明末鄭成功の時期に武将である陳文華がこの地に入植し集落が漸次形成され、恒春半島における漢人入植のための中心地としての地位を形成した。清代になると漢人入植者が増加し、それにともない原住民との衝突が発生、原住民からの防衛を目的に地域の東南に柴で柵を築き、これを住民が「柴城」と称したことに由来する。台湾語「柴城」音の近い客家語の「車城」と改称された。
1920年の台湾地方改制の際、この地には車城庄が設けられ、高雄州恒春郡の管轄となった。戦後は高雄県車城郷に改編され、1950年に屏東県に帰属するようになり現在に至っている。

## 経済
主な産業は農業と漁業であり、特にタマネギ・スイカの生産が盛んである。

## 行政区
| 村                                                                                     |
| -------------------------------------------------------------------------------------- |
| 福興村、福安村、田中村、温泉村、後湾村、統埔村、海口村、保力村、新街村、埔墘村、射寮村 |

## 歴代郷長
| 代 | 氏名 | 着任日 | 退任日 |
| -- | ---- | ------ | ------ |

## 教育

### 国民中
- 屏東県立車城国民中学

### 国民小学
- 屏東県立車城国民小学
- 屏東県立車城国小 温泉分校
- 屏東県立車城国小 保力分校
- 屏東県立車城国小 射寮分校

## 交通
| 種別 | 路線名称 | その他 |
| ---- | -------- | ------ |
| 鉄道 | 恒春線   | 計画線 |
| 鉄道 | 海生館線 | 計画線 |
| 省道 | 台26線   |        |

## 観光

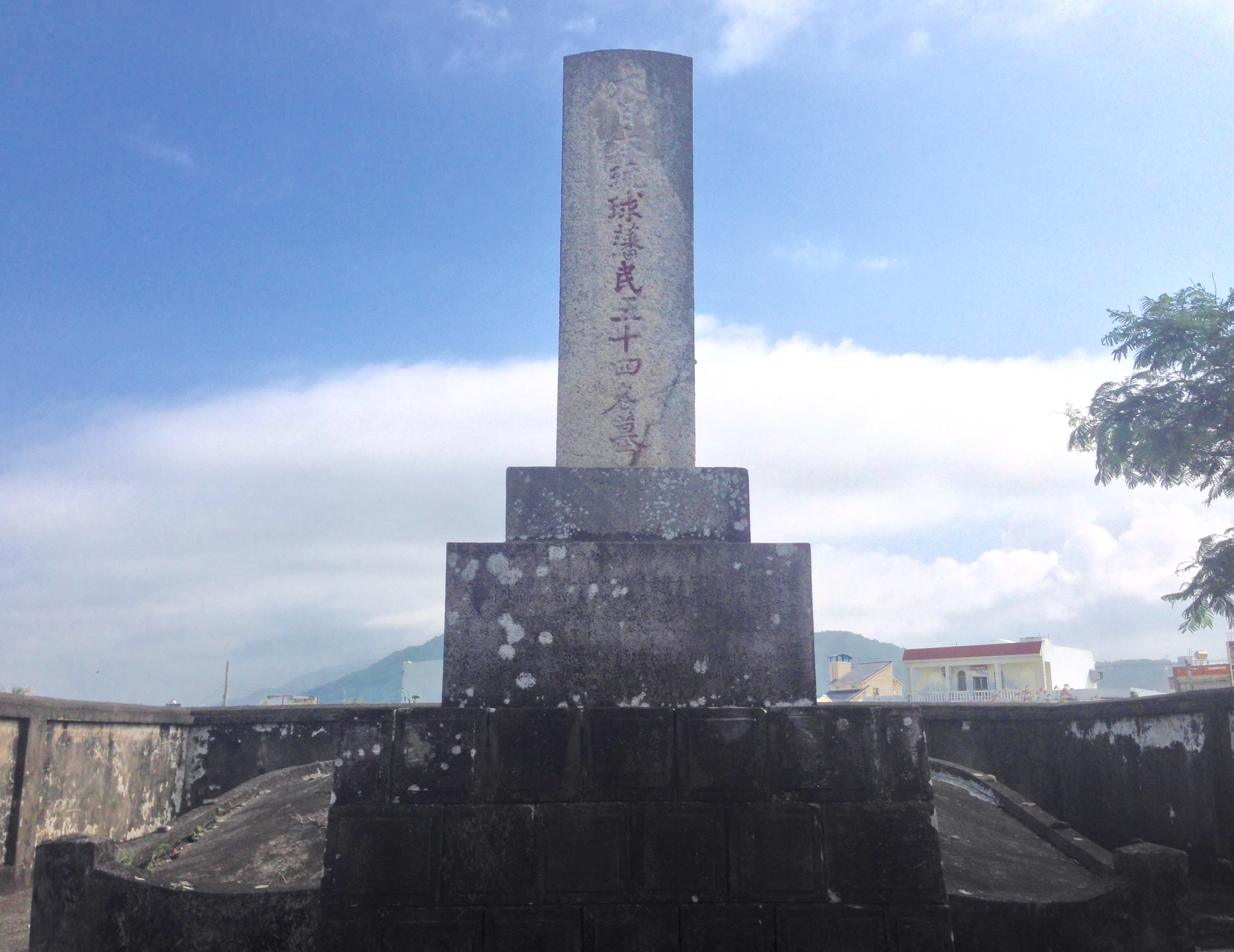
大日本琉球藩民五十四名墓

- 墾丁国家公園
- 国立海洋生物博物館
- 車城福安宮
- 石門古戦場
- 四重渓温泉
- 関山夕照
- 海口沙漠
- 海口漁港
- 白猴瀑布
- 保力林場

## 出身人物
潘孟安